# Кожечник-Шатаново
Кожечник-Шатаново (пол. Korzecznik-Szatanowo, нім. Grünbach) — село в Польщі, у гміні Баб'як Кольського повіту Великопольського воєводства.
Населення — 120 осіб (2011).
У 1975-1998 роках село належало до Конінського воєводства.

## Демографія
Демографічна структура станом на 31 березня 2011 року:
|          | Загалом | Допрацездатний вік | Працездатний вік | Постпрацездатний вік |
| -------- | ------- | ------------------ | ---------------- | -------------------- |
| Чоловіки | 52      | 13                 | 35               | 4                    |
| Жінки    | 68      | 13                 | 40               | 15                   |
| Разом    | 120     | 26                 | 75               | 19                   |